# Черный, Карел (футболист)
Карел Черный (чеш. Karel Černý; 1 февраля 1910 — ?) — чехословацкий футболист, играл на позиции защитника. Участник чемпионата мира 1938 года.

## Биография

### Клубная карьера
В течение одного сезона Черный играл за «Пльзень». В 1933 году перешёл в «Жиденице», в составе которого отыграл четыре сезона. В 1937 году стал игроком пражской «Славии», за которую играл в течение шести сезонов. В составе «Славии» выиграл три чемпионских титула и несколько кубков и сыграл за этот клуб 90 матчей. В 1943 году перешёл в «Нусле», за который отыграл один сезон.

### Карьера в сборной
В составе сборной Чехословакии принимал участие на чемпионате мира 1938 года, но на поле не выходил.

## Достижения
«Славия» (Прага)
- Чемпион протектората Богемии и Моравии (3) : 1939/40, 1940/41, 1941/42
- Обладатель Среднего кубка (1) : 1941
- Обладатель Кубка освобождения (2): 1940/41[1], 1941/42[1]